# Blaze și mașinile uriașe
Blaze și mașinile uriașe este un serial de de televiziune american de animație 3D din 2014, creat de Jeff Borkin și Ellen Martin pentru Nickelodeon. Serialul a avut premiera pe 13 octombrie 2014.

## Detalii
Serialul se concentrează pe Blaze, un camion monstru roșu portocaliu și pe șoferul său inteligent și tânăr, AJ. Ei trăiesc într-o lume care este locuită de camioane monstru sensibile numite „Mașini uriașe” (eng. Monster Machines), inclusiv personajele principale Starla, Stripes, Zeg, Darington, Watts (începând cu sezonul 3) și Sparkle (începând cu sezonul 5). Printre personaje se numără Gabby, un mecanic talentat care mai târziu se împrietenește cu Watts și devine șoferița ei. Fiecare episod prezintă, de asemenea, Crusher, un tractor-remorcă albastru furtun care trișează în curse, dar evoluează încet într-un personaj mai drăguț. Crusher este întotdeauna însoțit de prietenul său comic, Pickle.

## Format
În fiecare episod, Blaze și AJ pleacă în diverse aventuri și rezolvă probleme pe parcurs, în mod normal, trei pe episod, cu „asistență” din partea publicului. Blaze se poate transforma, de asemenea, într-un vehicul sau artefact diferit, în funcție de situație. Blaze poate uneori să realizeze o sarcină cu ajutorul puterii sale speciale, „Super Viteză” (eng. Blazing Speed).
În unele episoade, Blaze, AJ și prietenii lor se întrec împotriva lui Crusher. În timpul cursei, Crusher trișează, de obicei cu ajutorul pieselor sale gri de robot. Cu toate acestea, Blaze și AJ reușesc să treacă prin capcanele lui și îl bat mereu la timp. Nu toate episoadele implică o cursă adecvată, dar încă îl au pe Blaze concurând împotriva lui Crusher, uneori luptă împotriva lui pentru a obține un articol.
Alte episoade implică ajutorul unui prieten precum Starla, Zeg, Darington, Stripes, Watts, Sparkle sau chiar Crusher and Pickle. Fiecare episod conține două sau trei melodii originale, de obicei interpretate de Blaze și AJ în afara ecranului, atunci când pornesc în aventura lor sau demonstrează conceptul STEM al episodului.

## Personaje

### Personaje principale
- Blaze  - este gazda seriei și personajul principal, un camion monstru roșu-portocaliu care este bun la inimă, loial și curajos. El se bazează pe Ford F-150 SVT Raptor de prima generație 2010-2014 (chiar și 2013-2014 STX și/sau FX4) sub forma unui camion trofeu /pre-runner, judecând după culoarea portocalie-roșu care coincide și are o versiune modificată a modelului de modelare a grilei F-150 din generația mai veche 2004-2008, împreună cu bara orizontală a unui Chevrolet Silverado 2007-2013 (non-split implică 1500 de modele). El este pilotul numărul unu al orașului Axle, în special cu ajutorul Super Vitezei, care este inițiat spunând „Să pornim!” (eng. Let's Blaze!). La începutul sezonului 2, Blaze se alătură departamentului de pompieri din orașul Axle, iar sezonul 4 îl face să se alăture Departamentului de poliție din orașul Axle pentru a o ajuta pe ofițerul Anna. În episodul din sezonul 5 „Familia lui Blaze”, Blaze dezvăluie că are o familie: o mamă și un tată fără nume, precum și o soră mai mică pe nume Sparkle. Blaze și prietenii lui vizitează și VelocityVille (pentru a participa la curse) și Insula Animalelor (pentru a vizita diverse personaje). După cum sa dezvăluit în episodul din sezonul 3 „Need for Blazing Speed”, motorul Super Viteză al lui Blaze nu este doar ceea ce el folosește pentru a-și dezlănțui Super Viteza, dar este și ceea ce îi permite să conducă în general. Pe anvelopele sale, are modele de flacără, iar pe părțile sale, are decalcomanii cu flacără. Un F-150 standard la care a fost introdus SVT Raptor ar fi al 12-lea la general. În ciuda faptului că se bazează pe SVT Raptor, Blaze are doar un rând, când, în realitate, vehiculul respectiv are întotdeauna două (care nu sunt niciodată vândute într-un singur stil de caroserie cu cabină). Ca super-erou, Blaze obține putere de topire, putere și putere de zbor.
- AJ - este co-gazda seriei și cel mai bun prieten uman și șofer al lui Blaze. Este un expert afro-american în știință și tehnologie. Tehnologia costumelor de curse a lui AJ include Visor View în casca lui, care îi permite să vadă lucruri pe care nimeni altcineva nu le poate vedea. Când AJ își activează Visor View, fundalul devine portocaliu în sezonul 1. Din sezonul 2 și încolo, nu mai face asta. El are, de asemenea, mănuși de skywriting care îi permit să deseneze imagini în aer (care a fost abandonat după evenimentele din episodul din sezonul 4 „Ninja Blaze”) și un ceas video de la încheietura mâinii purtat pe brațul stâng pentru a chema pe alții. Uniforma lui poate suferi, de asemenea, modificări minore în aspect, cum ar fi atunci când Blaze se transformă într-o mașină de curse și când Blaze își folosește luminile de viteză. Pe măsură ce spectacolul a progresat, AJ a devenit cel care a descris conceptul STEM în loc de Blaze în sezoanele anterioare.
- Crusher - este principalul antagonist al seriei. Este un tractor de un albastru intens, cu un motiv de fulger albastru mai deschis, care este cel mai mare rival al lui Blaze, bazat pe un camion de marfă mare cu 18 roți, cum ar fi un Peterbilt 386 din 2005 și/sau Kenworth T680 din 2012. El trișează în cele mai multe episoade pentru că ar fi scăpat de Blaze într-o cursă corectă. El construiește diverse gadget-uri de înșelăciune din părți pe care le ține într-o pungă pe șasiu. Deși este cunoscut pentru căile sale înșelătorii și răutăcioase, el nu este deloc rău și nici chiar rău. De fapt, Crusher este încă bun la suflet uneori. În plus, Blaze și prietenii săi sunt chiar dispuși să-l ajute pe Crusher în unele cazuri, cum ar fi ajutându-l să-și găsească camioneta de jucărie Little Trucky în The Mystery Bandit, Gasquatch salvându-l strănutând un nor de tunete și apoi îl coboară de pe Muntele Noroi. Pe anvelopele sale, are modele de fulgere.
- Pickle - este un camion monstru hatchback mic și verde, bazat pe un AMC Pacer din 1975, cu dungi verzi mai închise și umflături pe părțile lui, care este prietenul lui Crusher, în ciuda indiferenței lui Crusher față de el, deși cei doi sunt cunoscuți a fi prieteni apropiați de cele mai multe ori. În episodul „Camparea la familia lui Pickle”, se dezvăluie că are o familie: 3 veri, 5 surori și un bunic. El are tendința de a privi partea luminoasă a lucrurilor și este destul de prost și are o voce extrem de înaltă. Deși este alături de Crusher, Pickle este de fapt destul de prietenos cu Blaze și prietenii săi. Pe anvelopele sale, are modele de linii ondulate.
- Gabby - este un mecanic uman cu piele deschisă, ochi albaștri și păr violet într-o coadă de cal. Ea poartă o cămașă albă cu salopete albastre, deși trece la un costum de curse alb și albastru și o cască cu ochelari de protecție atunci când călărește cu Blaze. Ea repară camioanele când sunt avariate și uneori merge cu AJ și Blaze pentru a lua parte la unele dintre aventurile lor. Uniforma și casca lui Gabby suferă modificări ca și ale lui AJ, dar s-a întâmplat o singură dată (când ATV-ul lui Gabby folosește Speed Lights). Gabby conduce și un ATV mov. După aceea, nu o mai conduce după „Light Riders”. Pentru că începând cu „Fast Friends”, ea este acum șofer de Mașină Uriașă pentru Watts. Acest lucru o face al doilea personaj care devine unul și care este partener cu o Mașină Uriașă (în acest caz: Watts), primul fiind AJ care colaborează cu Blaze. Când Gabby îl conduce pe Watts, aproape întotdeauna poartă o versiune albă și magenta a costumului ei de curse.
- Stripes - este un camion tigru portocaliu cu dungi violete pe el, iar designul se bazează pe mai multe generații de Jeep Wrangler. Are abilitățile unui tigru, cum ar fi un simț al mirosului ridicat și gheare retractabile în anvelope. Se pricepe la sarituri si la catarare. În episoadele „Wild Wheels” din sezonul 3, când Blaze se transformă într-o Mașină Uriașă Leu, el își împărtășește puterile de inginerie pentru a transforma Stripes într-un tigru numit Super Tigrul Stripes. În „Babysitting Heroes”, se dezvăluie că Stripes poate îngriji puii de animale. Casa lui este o casă în copac într-o junglă în afara orașului Axle. Pe anvelopele sale, are modele de dungi. În „The Monster Machine Christmas Extravaganza”, el este un colindător din Axle City. Ca super-erou, Stripes are puterea oricărui animal.
- Starla - este o camionetă violet bazată pe o versiune mult mai generică și mai stubboasă a noului GMC Sierra 2014 din a patra generație de atunci (în configurația 1500 Regular Cab Standard Box), cu roata Chevrolet Silverado de aceeași generație, o pălărie de cowgirl de argint. Este o expertă în frânghie și vorbește cu accent sudic. Ea conduce o fermă în afara orașului Axle. Ea este singura femeie Mașină Uriașă care este un membru principal al distribuției până la „Watts” în sezonul 3. Pe anvelopele ei, are modele de potcoavă. În „The Monster Machine Christmas Extravaganza”, ea este o colindătoare din orașul Axle. Ca super-erou, Starla poate crea orice stea dorește, cum ar fi stele strălucitoare, stele plutitoare și stele de artificii.
- Darington - este un camion monstru albastru și alb, stângaci, dar înstelat, cu un motiv de stea aurie, bazat fie pe Ford F-250 Super Duty de a doua generație 2008-2010, fie pe a treia generație 2011-2016. El are, de asemenea, o cască și un spoiler în formă de pelerină. Îi plac cascadorii. Sloganul lui este „Darington!”. În „The Chicken Circus”, se dezvăluie că Darington poate vorbi pui. În „The Amazing Stunt Kitty”, se dezvăluie, de asemenea, că Darington are o pisică numită Stunt Kitty ca animal de companie și prieten. Pe anvelopele lui, are modele de stele. În „The Monster Machine Christmas Extravaganza”, el este un colindător din orașul Axle. Ca super-erou, Darington poate crește și micșora în dimensiune.
- Zeg - este un camion dinozaur verde lime cu tendințe brute bazat pe un Terradyne Gurkha/Armet Gurkha F5. Are un vocabular scurt și tinde să se refere la el însuși la persoana a treia. Ca majoritatea dinozaurilor ceratopsieni, lui Zeg îi place să spargă. În „Race to the Top of the World”, Zeg dezvăluie că nu poate înota (chiar dacă a arătat că face așa ceva mai târziu în Five Alarm Blaze). Are o voce joasă, de Hulk. Casa lui este o peșteră preistorică afară. Pe anvelopele lui, are modele rock. În „The Monster Machine Christmas Extravaganza”, el este un colindător din orașul Axle. Principalul său slogan în mai multe episoade este numele său însuși, „Zeg!”. El este singurul prieten al lui Blaze care nu are o formă de super-erou.
- Watts - este un camion monstru magenta alimentat de electricitate care vorbește cu accent sud-american. Ea este cea mai recentă dintre prietenele lui Blaze (începând cu sezonul 3) bazată pe un Lamborghini Huracán LP610-4 Spyder din 2016, cu grilă de camion și bară de protecție. Ea este, de asemenea, a doua femeie Mașină Uriașă care face parte din distribuția principală și face parte din prietenii Mașini Uriașe lui Blaze, prima fiind Starla. Caracteristicile lui Watts includ motorul ei electric și anvelopele electrice galbene speciale, ambele permițându-i să conducă mai repede, și încărcarea ei electrică care îi permite să ofere orice energie electrică pentru a putea funcționa. Când Watts i-a întâlnit pe Blaze, AJ și Gabby pentru prima dată, ea o cere bucuroasă pe Gabby să fie șoferul ei, spunând că nu a mai avut pe nimeni să o conducă până acum. Gabby acceptă bucuroasă oferta lui Watts, spunând că nu a mai fost niciodată șoferița unei Mașini Uriașe. De atunci, Gabby este acum șoferița Mașinei Uriașe pentru Watts, iar cele două sunt acum prietene foarte apropiate. Acest lucru o face pe Watts a doua Mașină Uriașă condusă de un om și care este asociat cu un șofer a unei Mașini Uriașe (în acest caz, Gabby), primul fiind Blaze care este partener cu AJ. Pe anvelopele ei, are modele de fulger la fel ca Crusher. În „The Monster Machine Christmas Extravaganza”, ea este o colindătoare din orașul Axle. Ea este, de asemenea, singurul personaj principal cu cauciucuri (diferite) colorate. Ca super-erou, Watts poate face și călări pe fulgere.
- Sparkle - este sora mai mică a lui Blaze. Ea a debutat inițial ca personaj invitat în al 5-lea sezon ("Familia lui Blaze"), dar a făcut apariții periodice în următoarele câteva sezoane. Bazat pe același tip de Ford Raptor la fel ca el. Ea are părul roz aprins care are codițe cu stele galbene care le țin în fiecare loc. Ochii ei au creion de ochi și gene roz strălucitor. Ea are un finisaj de sclipici pe cauciucuri (pentru a coincide cu numele ei), care are același imprimeu ca și fratele ei. Părțile laterale ale lui Sparkle poartă o versiune mai mică a simbolului flăcării lui Blaze. Sparkle este foarte jucăușă și se bucură foarte mult de compania fratelui ei. Ea preferă, de asemenea, fair-play-ul în detrimentul înșelăciunii, punând-o în contradicție față de Crusher. La fel ca Blaze, Sparkle are capacitatea de a se transforma în alte vehicule pentru a îndeplini diferite sarcini. Când se transformă, Sparkle își păstrează părul și simbolul flăcării, dar uneori simbolul flăcării îmbracă alte înfățișări. La fel ca și Blaze, Sparkle are și un motor Blazing Speed. Dar ale ei au o șină roz și galbenă asemănătoare cu a lui Blaze. După cum sa spus mai sus, aparițiile și interacțiunea ei cu spectatorul este unul dintre puținele aspecte care sugerează că Sparkle ar putea fi o a doua introducere a unui nou personaj principal în serie după Watts. Acest lucru a fost evident mai ales în „Marea salvare a lui Sparkle”, când, după ce Crusher i-a trimis pe Blaze și AJ departe cu Bye-Bye Copter, Sparkle și-a luat locul ca protagonist principal al episodului. Ca super-erou, Sparkle poate face orice din sclipici.

### Personaje secundare
- Bump Bumperman - este un camion care anunță toate cursele.
- Joe - este cel mai bun prieten al lui Gus. Bazat pe aceeași generație GMC Sierra ca Starla, dar bărbat.
- Gus - este cel mai bun prieten al lui Joe.
- Gasquatch - este un camion iubitor de noroi.
- Swoops - este un elicopter mare, verde, cu grilă și bară de protecție. Poartă o pălărie galbenă.
- Speedrick - este o mașină de curse snooty și este principalul antagonist al Race Car Superstar.

### Personaje episodice
- Reece - este o femeie verde, un camion de gunoi. Numele este făcut din creativitate, făcând aluzie la faptul că înseamnă „reciclare”.
- Debris - este un camion de gunoi alb cu accent franțuzesc, cu un basculant roșu.
- Clive - este brutarul din orașul Axle City.
- Rudy - este coechipierul lui Crusher. Bazat pe Hummer H2 SUT transformat într-o cabină cu 2 uși, cu grila Starla și compartimente pentru roți.
- Ferris - este un camion de remorcare cu acoperiș tocat. În episodul din sezonul 1 „Banditul misterios”, chiar la scena finală, se dovedește că el a fost de fapt cel care a luat obiectele pierdute. Inca o data bazat pe GMC Sierra.
- Grammy - este bunica lui Crusher. Bazat pe 1950 GMC HC-Series Flatbed (970).
- Marele Sfinx - este un sfinx care a apărut doar în Race to the Top of the World. Ori de câte ori apare, Darington se sperie ușor.
- Moș Crăciun - este un al treilea personaj uman bazat pe omul original din viața reală cu același nume.
- Ofițerul Anna - este un camion de poliție bazat pe un Ferrari LaFerrari.
- Lord Carburetor - este un GMC Sierra cu pălărie, mustață și barbă.
- Gas Guzzler - este o femeie smecheroasă.

## Episoade
| Premiera originală | Premiera în România      | Nr  | Titlu în română                              | Titlu în engleză                                    |  |  |
| ------------------ | ------------------------ | --- | -------------------------------------------- | --------------------------------------------------- |  |  |
|                    |                          |     |                                              |                                                     |  |  |
| SEZONUL 1          |                          |     |                                              |                                                     |  |  |
|                    |                          |     |                                              |                                                     |  |  |
| 13.10.2014         | 10.05.2015               | 1   | Gloria lui Blaze                             | Blaze of Glory                                      |  |  |
| 13.10.2014         | 10.05.2015               |     |                                              |                                                     |  |  |
| 13.10.2014         | 10.05.2015               | 2   | Gloria lui Blaze                             | Blaze of Glory                                      |  |  |
|                    |                          |     |                                              |                                                     |  |  |
| 20.10.2014         | 19.05.2015 (Nickelodeon) | 3   | Forța motrice                                | The Driving Force                                   |  |  |
|                    |                          |     |                                              |                                                     |  |  |
| 21.10.2014         | 20.05.2015 (Nickelodeon) | 4   | Duelul sculelor                              | Tool Duel                                           |  |  |
|                    |                          |     |                                              |                                                     |  |  |
| 22.10.2014         | 21.05.2015 (Nickelodeon) | 5   | Anvelope săltărețe                           | The Bouncy Tires                                    |  |  |
|                    |                          |     |                                              |                                                     |  |  |
| 28.10.2014         | 25.05.2015               | 6   | Întrecere cu bărci cu pânze                  | Epic Sail                                           |  |  |
|                    |                          |     |                                              |                                                     |  |  |
| 30.10.2014         | 22.05.2015 (Nickelodeon) | 7   | Mania cascadoriilor!                         | Stuntmania!                                         |  |  |
|                    |                          |     |                                              |                                                     |  |  |
| 04.11.2014         | 27.05.2015               | 8   | Cornul junglei                               | The Jungle Horn                                     |  |  |
|                    |                          |     |                                              |                                                     |  |  |
| 06.11.2014         | 26.05.2015               | 9   | Echipa de Truckball                          | The Team Truck Challenge                            |  |  |
|                    |                          |     |                                              |                                                     |  |  |
| 06.01.2015         | 29.05.2015               | 10  | Catastrofă cu prăjituri!                     | Cake-tastrophe!                                     |  |  |
|                    |                          |     |                                              |                                                     |  |  |
| 08.01.2015         | 28.05.2015               | 11  | Cursa de camioane pe echipe                  | Truckball Team-Up                                   |  |  |
|                    |                          |     |                                              |                                                     |  |  |
| 17.02.2015         | 01.06.2015               | 12  | Banditul misterios                           | The Mystery Bandit                                  |  |  |
|                    |                          |     |                                              |                                                     |  |  |
| 19.02.2015         | 21.08.2015 (Nickelodeon) | 13  | Gasquatch!                                   | Gasquatch!                                          |  |  |
|                    |                          |     |                                              |                                                     |  |  |
| 10.03.2015         | 28.08.2015 (Nickelodeon) | 14  | Camioane care păzesc pădurea                 | Truck Rangers                                       |  |  |
|                    |                          |     |                                              |                                                     |  |  |
| 12.04.2015         | 04.09.2015 (Nickelodeon) | 15  | Avarie la spălătoria de camioane             | Trouble at the Truck Wash                           |  |  |
|                    |                          |     |                                              |                                                     |  |  |
| 03.04.2015         | 30.05.2015               | 16  | Zeg și oul                                   | Zeg and the Egg                                     |  |  |
|                    |                          |     |                                              |                                                     |  |  |
| 05.05.2015         | 12.09.2015               | 17  | Racheta fugară                               | Runaway Rocket                                      |  |  |
|                    |                          |     |                                              |                                                     |  |  |
| 07.05.2015         | 10.09.2015               | 18  | Conducând bovine                             | Cattle Drive                                        |  |  |
|                    |                          |     |                                              |                                                     |  |  |
| 28.05.2015         | 11.09.2015               | 19  | Duel pe Dragon Island                        | Dragon Island Duel                                  |  |  |
|                    |                          |     |                                              |                                                     |  |  |
| SEZONUL 2          |                          |     |                                              |                                                     |  |  |
|                    |                          |     |                                              |                                                     |  |  |
| 25.09.2015         | 25.03.2016 (Nickelodeon) | 20  | Înfierbântat                                 | Fired Up!                                           |  |  |
|                    |                          |     |                                              |                                                     |  |  |
| 02.10.2015         | 18.03.2016 (Nickelodeon) | 21  | Dinozaurii inspiră                           | Dino Dash                                           |  |  |
|                    |                          |     |                                              |                                                     |  |  |
| 23.10.2015         | 30.10.2016               | 22  | Ne dați sau nu ne dați                       | Truck or Treat!                                     |  |  |
|                    |                          |     |                                              |                                                     |  |  |
| 23.11.2015         | 01.04.2016 (Nickelodeon) | 23  | Cursa până la capătul lumii                  | Race to the Top of the World                        |  |  |
| 23.11.2015         | 01.04.2016 (Nickelodeon) |     |                                              |                                                     |  |  |
| 23.11.2015         | 01.04.2016 (Nickelodeon) | 24  | Cursa până la capătul lumii                  | Race to the Top of the World                        |  |  |
|                    |                          |     |                                              |                                                     |  |  |
| 11.12.2015         | 16.12.2016 (Nickelodeon) | 25  | Crăciunul mașinilor uriașe                   | Monster Machine Christmas                           |  |  |
|                    |                          |     |                                              |                                                     |  |  |
| 08.01.2016         | 02.07.2016               | 26  | Piloți cavaleri                              | Knight Riders                                       |  |  |
|                    |                          |     |                                              |                                                     |  |  |
| 15.01.2016         | 09.07.2016               | 27  | Darington către lună!                        | Darington to the Moon!                              |  |  |
|                    |                          |     |                                              |                                                     |  |  |
| 16.02.2016         | 16.07.2016               | 28  | Licurici                                     | Spark Bug                                           |  |  |
|                    |                          |     |                                              |                                                     |  |  |
| 18.02.2016         | 11.03.2016 (Nickelodeon) | 29  | Răceală cu strănut                           | Sneezing Cold                                       |  |  |
|                    |                          |     |                                              |                                                     |  |  |
| 04.03.2016         | 23.07.2016               | 30  | Blaze în alertă                              | Five Alarm Blaze                                    |  |  |
|                    |                          |     |                                              |                                                     |  |  |
| 12.04.2016         | 05.08.2016 (Nickelodeon) | 31  | Marele premiu din Orașul Axle                | Axle City Grand Prix                                |  |  |
|                    |                          |     |                                              |                                                     |  |  |
| 14.04.2016         | 09.09.2016 (Nickelodeon) | 32  | După comoară                                 | Treasure Track                                      |  |  |
|                    |                          |     |                                              |                                                     |  |  |
| 17.05.2016         | 16.09.2016 (Nickelodeon) | 33  | Salvat de schiurile cu rachetă               | Rocket Ski Rescue                                   |  |  |
|                    |                          |     |                                              |                                                     |  |  |
| 19.05.2016         | 23.09.2016 (Nickelodeon) | 34  | Parada dinozaurilor                          | Dinosaur Parade                                     |  |  |
|                    |                          |     |                                              |                                                     |  |  |
| 30.05.2016         | 05.11.2016               | 35  | Mașina de curse superstar                    | Race Car Superstar                                  |  |  |
|                    |                          |     |                                              |                                                     |  |  |
| 02.06.2016         | 12.11.2016               | 36  | Cursa până la Eagle Rock                     | Race to Eagle Rock                                  |  |  |
|                    |                          |     |                                              |                                                     |  |  |
| 27.09.2016         | 19.11.2016               | 37  | Calea cerului                                | Sky Track                                           |  |  |
|                    |                          |     |                                              |                                                     |  |  |
| 29.09.2016         | 26.11.2016               | 38  | Roata dorințelor                             | The Wishing Wheel                                   |  |  |
|                    |                          |     |                                              |                                                     |  |  |
| SEZONUL 3          |                          |     |                                              |                                                     |  |  |
|                    |                          |     |                                              |                                                     |  |  |
| 10.10.2016         | 11.03.2017               | 39  | Dinocoaster                                  | Dinocoaster                                         |  |  |
|                    |                          |     |                                              |                                                     |  |  |
| 04.11.2016         | 25.02.2017               | 40  | Cursa de 100 de mile                         | The Hundred Mile Race                               |  |  |
|                    |                          |     |                                              |                                                     |  |  |
| 09.12.2016         | 04.03.2017               | 41  | Derby-ul Polar                               | The Polar Derby                                     |  |  |
|                    |                          |     |                                              |                                                     |  |  |
| 06.01.2017         | 06.05.2017               | 42  | Piloții luminii                              | Light Riders                                        |  |  |
|                    |                          |     |                                              |                                                     |  |  |
| 28.03.2017         | 29.07.2017               | 43  | Pune mâna pe tort!                           | Catch that Cake!                                    |  |  |
|                    |                          |     |                                              |                                                     |  |  |
| 30.03.2017         | 30.07.2017               | 44  | Pista de curse Bouncing Bull                 | The Bouncing Bull Racetrack                         |  |  |
|                    |                          |     |                                              |                                                     |  |  |
| 07.04.2017         | 21.05.2017 (Nickelodeon) | 45  | Piggy 500                                    | Piggy 500                                           |  |  |
|                    |                          |     |                                              |                                                     |  |  |
| 14.04.2017         | 27.05.2017               | 46  | Puterea lui Pickle                           | Pickle Power                                        |  |  |
|                    |                          |     |                                              |                                                     |  |  |
| 21.04.2017         | 20.05.2017               | 47  | Robotul Mega Mud                             | Mega Mud Robot                                      |  |  |
|                    |                          |     |                                              |                                                     |  |  |
| 28.04.2017         | 13.05.2015               | 48  | Noapte bună, cavaleri!                       | Knighty Knights                                     |  |  |
|                    |                          |     |                                              |                                                     |  |  |
| 29.05.2017         | 14.10.2017               | 49  | Insula animalelor                            | Animal Island                                       |  |  |
|                    |                          |     |                                              |                                                     |  |  |
| 31.05.2017         | 14.10.2017               | 50  | Tucan, poți!                                 | Toucan Do It!                                       |  |  |
|                    |                          |     |                                              |                                                     |  |  |
| 26.09.2017         | 05.11.2017               | 51  | Încercarea șoimului                          | Falcon Quest                                        |  |  |
|                    |                          |     |                                              |                                                     |  |  |
| 28.09.2017         | 05.11.2017               | 52  | Marea aventură cu furnici                    | The Big Ant-venture                                 |  |  |
|                    |                          |     |                                              |                                                     |  |  |
| 24.10.2017         | 03.02.2018               | 53  | Pe locuri, fiți gata, rageți!                | Ready, Set, Roar!                                   |  |  |
|                    |                          |     |                                              |                                                     |  |  |
| 26.10.2017         | 03.02.2018               | 54  | Marea coroană a animalelor                   | The Great Animal Crown                              |  |  |
|                    |                          |     |                                              |                                                     |  |  |
| 22.11.2017         | 11.03.2018               | 55  | Camionul de remorcare tare                   | Tow Truck Tough                                     |  |  |
|                    |                          |     |                                              |                                                     |  |  |
| 15.01.2018         | 25.03.2018               | 56  | Cursă pentru comoara de aur                  | Race for the Golden Treasure                        |  |  |
|                    |                          |     |                                              |                                                     |  |  |
| 23.01.2018         | 24.06.2018               | 57  | Nevoia de viteză uimitoare                   | Need for Blazing Speed                              |  |  |
|                    |                          |     |                                              |                                                     |  |  |
| 25.01.2018         | 18.03.2018               | 58  | Împrietenire rapidă                          | Fast Friends                                        |  |  |
|                    |                          |     |                                              |                                                     |  |  |
| 20.02.2018         | 29.08.2018               | 59  | Salvare în ziua cursei                       | Raceday Rescue                                      |  |  |
|                    |                          |     |                                              |                                                     |  |  |
| 22.02.2018         | 24.06.2018               | 60  | Nu trișa                                     | Defeat the Cheat                                    |  |  |
|                    |                          |     |                                              |                                                     |  |  |
| SEZONUL 4          |                          |     |                                              |                                                     |  |  |
|                    |                          |     |                                              |                                                     |  |  |
| 26.03.2018         | 16.09.2018               | 61  | Circul Găinilor!                             | The Chicken Circus!                                 |  |  |
|                    |                          |     |                                              |                                                     |  |  |
| 06.04.2018         | 09.09.2018               | 62  | Familia lui Pickle la camping                | The Pickle Family Campout                           |  |  |
|                    |                          |     |                                              |                                                     |  |  |
| 28.05.2018         | 02.09.2018               | 63  | Putere de robot                              | Robot Power                                         |  |  |
|                    |                          |     |                                              |                                                     |  |  |
| 12.06.2018         | 18.11.2018               | 64  | Spargerea gheții                             | Breaking the Ice                                    |  |  |
|                    |                          |     |                                              |                                                     |  |  |
| 14.06.2018         | 20.01.2019               | 65  | Roboții intervin                             | Robots to the Rescue                                |  |  |
|                    |                          |     |                                              |                                                     |  |  |
| 26.08.2018         | 11.11.2018               | 66  | Premiul supradimensionat                     | The Super-Size Prize                                |  |  |
|                    |                          |     |                                              |                                                     |  |  |
| 14.09.2018         | 27.01.2019               | 67  | Problema T-Rex                               | T-Rex Trouble                                       |  |  |
|                    |                          |     |                                              |                                                     |  |  |
| 02.10.2018         | 03.02.2019               | 68  | Chifteaua dezastru                           | Meatball Mayhem                                     |  |  |
|                    |                          |     |                                              |                                                     |  |  |
| 04.10.2018         | 10.02.2019               | 69  | Roboți în spațiu                             | Robots in Space                                     |  |  |
|                    |                          |     |                                              |                                                     |  |  |
| 16.10.2018         | 02.06.2019               | 70  | Anvelope de înaltă tehnologie                | Power Tires                                         |  |  |
|                    |                          |     |                                              |                                                     |  |  |
| 18.10.2018         | 03.03.2019               | 71  | Blaze ninja                                  | Ninja Blaze                                         |  |  |
|                    |                          |     |                                              |                                                     |  |  |
| 21.12.2018         | 09.06.2019               | 72  | Confruntare pe ninsoare                      | Snow Day Showdown                                   |  |  |
|                    |                          |     |                                              |                                                     |  |  |
| 11.01.2019         | 16.06.2019               | 73  | Echipa de construcții intervine              | Construction Crew to the Rescue                     |  |  |
|                    |                          |     |                                              |                                                     |  |  |
| 15.02.2019         | 23.06.2019               | 74  | Agentul Blaze                                | Officer Blaze                                       |  |  |
|                    |                          |     |                                              |                                                     |  |  |
| 08.03.2019         | 30.06.2019               | 75  | Leul zburător                                | The Flying Lion                                     |  |  |
|                    |                          |     |                                              |                                                     |  |  |
| 22.03.2019         | 05.10.2019               | 76  | Salvarea regelui                             | Royal Rescue                                        |  |  |
|                    |                          |     |                                              |                                                     |  |  |
| 12.04.2019         | 12.10.2019               | 77  | Provocarea celor 100 de ouă                  | The 100 Egg Challenge                               |  |  |
|                    |                          |     |                                              |                                                     |  |  |
| 10.06.2019         | 19.10.2019               | 78  | Blaze și duhul magic                         | Blaze and the Magic Genie                           |  |  |
|                    |                          |     |                                              |                                                     |  |  |
| 12.06.2019         | 26.10.2019               | 79  | Mila cea mai mare                            | The Midnight Mile                                   |  |  |
|                    |                          |     |                                              |                                                     |  |  |
| SEZONUL 5          |                          |     |                                              |                                                     |  |  |
|                    |                          |     |                                              |                                                     |  |  |
| 16.08.2019         | 02.02.2020               | 80  | Insula comorii pierdute                      | The Island of Lost Treasure                         |  |  |
|                    |                          |     |                                              |                                                     |  |  |
| 09.09.2019         | 02.11.2019               | 81  | Supa ninja                                   | Ninja Soup                                          |  |  |
|                    |                          |     |                                              |                                                     |  |  |
| 10.09.2019         | 01.12.2019               | 82  | AJ intervine                                 | AJ to the Rescue                                    |  |  |
|                    |                          |     |                                              |                                                     |  |  |
| 11.09.2019         | 08.12.2015               | 83  | Vânarea trofeului                            | The Trophy Chase                                    |  |  |
|                    |                          |     |                                              |                                                     |  |  |
| 12.09.2019         | 15.12.2019               | 84  | Bone erou                                    | Babysitting Heroes                                  |  |  |
|                    |                          |     |                                              |                                                     |  |  |
| 25.10.2019         | 22.12.2019               | 85  | Abra-Ca-Pickle!                              | Abra-Ka-Pickle!                                     |  |  |
|                    |                          |     |                                              |                                                     |  |  |
| 06.12.2019         | 10.08.2020               | 86  | Jucării problemă!                            | Toy Trouble!                                        |  |  |
|                    |                          |     |                                              |                                                     |  |  |
| 31.01.2020         | 13.08.2020               | 87  | Marele premiu din adâncul oceanului          | Deep Sea Grand Prix                                 |  |  |
|                    |                          |     |                                              |                                                     |  |  |
| 11.02.2020         | 14.08.2020               | 88  | Putere de reciclare!                         | Recycling Power!                                    |  |  |
|                    |                          |     |                                              |                                                     |  |  |
| 13.02.2020         | 12.08.2020               | 89  | Marea cursă spațială                         | The Great Space Race                                |  |  |
|                    |                          |     |                                              |                                                     |  |  |
| 10.03.2020         | 11.08.2020               | 90  | Mașina monstru de înghețată                  | Ice Cream Monster Machine                           |  |  |
|                    |                          |     |                                              |                                                     |  |  |
| 12.03.2020         | 30.11.2020               | 91  | Echipa mecanică!                             | The Mechanic Team!                                  |  |  |
|                    |                          |     |                                              |                                                     |  |  |
| 24.04.2020         | 02.12.2020               | 92  | Povești uimitoare                            | Blazing Amazing Stories                             |  |  |
|                    |                          |     |                                              |                                                     |  |  |
| 15.05.2020         | 03.12.2020               | 93  | Blaze de mare gabarit                        | Big Rig Blaze                                       |  |  |
|                    |                          |     |                                              |                                                     |  |  |
| 12.06.2020         | 01.12.2020               | 94  | Salvarea din balon                           | The Big Balloon Rescue                              |  |  |
|                    |                          |     |                                              |                                                     |  |  |
| 31.07.2020         | 04.12.2020               | 95  | Aventură cu Extratereștrii!                  | Space Alien Adventure!                              |  |  |
|                    |                          |     |                                              |                                                     |  |  |
| 02.10.2020         | 30.03.2021               | 96  | Eroi de jocuri video                         | Video Game Heroes                                   |  |  |
|                    |                          |     |                                              |                                                     |  |  |
| 16.10.2020         | 01.04.2021               | 97  | Cursa în jurul Pământului                    | The Race Around the Earth                           |  |  |
|                    |                          |     |                                              |                                                     |  |  |
| 06.11.2020         | 29.03.2021               | 98  | Familia lui Blaze                            | The Blaze Family                                    |  |  |
|                    |                          |     |                                              |                                                     |  |  |
| 20.11.2020         | 31.03.2021               | 99  | Hoțul de bunătăți                            | The Treat Thief                                     |  |  |
|                    |                          |     |                                              |                                                     |  |  |
| SEZONUL 6          |                          |     |                                              |                                                     |  |  |
|                    |                          |     |                                              |                                                     |  |  |
| 18.12.2020         | 30.07.2021               | 100 | Big Rig salvator!                            | Big Rig to the Rescue!                              |  |  |
|                    |                          |     |                                              |                                                     |  |  |
| 29.01.2021         | 28.08.2021               | 101 | Dino Derby                                   | Dino Derby                                          |  |  |
|                    |                          |     |                                              |                                                     |  |  |
| 19.02.2021         | 31.07.2021               | 102 | Uimitoarea Stunt Kitty                       | The Amazing Stunt Kitty                             |  |  |
|                    |                          |     |                                              |                                                     |  |  |
| 12.03.2021         | 28.08.2021               | 103 | Sir Blaze și unicornul                       | Sir Blaze and the Unicorn                           |  |  |
|                    |                          |     |                                              |                                                     |  |  |
| 23.04.2021         | 27.11.2021               | 104 | Marca de curse a lui Sparkle                 | Sparkle's Racing Badge                              |  |  |
|                    |                          |     |                                              |                                                     |  |  |
| 28.05.2021         | 14.08.2021               | 105 | Cursa la Înaltul Cer Muntos                  | Race to Sky High Mountain                           |  |  |
|                    |                          |     |                                              |                                                     |  |  |
| 25.06.2021         | 11.12.2021               | 106 | Goana după cățeluș!                          | The Puppy Chase                                     |  |  |
|                    |                          |     |                                              |                                                     |  |  |
| 23.07.2021         | 24.07.2021               | 107 | Jocurile medaliei de aur                     | The Gold Medal Games                                |  |  |
|                    |                          |     |                                              |                                                     |  |  |
| 03.09.2021         | 19.02.2022               | 108 | Pompieri salvatori!                          | Firefighters to the Rescue                          |  |  |
|                    |                          |     |                                              |                                                     |  |  |
| 15.11.2021         | 04.12.2021               | 109 | Concursul de construcții                     | The Construction Contest                            |  |  |
|                    |                          |     |                                              |                                                     |  |  |
| 16.11.2021         | 12.02.2022               | 110 | Ziua de naștere a Starlei în Vestul sălbatic | Starla's Wild West Birthday                         |  |  |
|                    |                          |     |                                              |                                                     |  |  |
| 17.11.2021         | 26.02.2022               | 111 | Cursa pentru cutia de cadouri din aur        | Race to the Golden Gift                             |  |  |
|                    |                          |     |                                              |                                                     |  |  |
| 18.11.2021         | 05.03.2022               | 112 | Comoara tigrului                             | The Tiger Treasure                                  |  |  |
|                    |                          |     |                                              |                                                     |  |  |
| 19.11.2021         | 20.06.2022               | 113 | Boingii!                                     | The Boingies!                                       |  |  |
|                    |                          |     |                                              |                                                     |  |  |
| 10.12.2021         | 22.06.2022               | 114 | Snowbie, camionul zăpezii                    | The Snow Spectacular                                |  |  |
|                    |                          |     |                                              |                                                     |  |  |
| 28.01.2022         | 24.06.2022               | 115 | Blaze salvează din zăpadă                    | Snow Rescue Blaze                                   |  |  |
|                    |                          |     |                                              |                                                     |  |  |
| 25.02.2022         | 21.06.2022               | 116 | Blaze în misiune specială                    | Special Mission Blaze                               |  |  |
|                    |                          |     |                                              |                                                     |  |  |
| 04.03.2022         | 23.06.2022               | 117 | Cel mai rapid dintre toți                    | The Fastest of Them All                             |  |  |
|                    |                          |     |                                              |                                                     |  |  |
| 29.04.2022         | 17.10.2022               | 118 | Megabot!                                     | Megabot!                                            |  |  |
|                    |                          |     |                                              |                                                     |  |  |
| 23.06.2022         | 18.10.2022               | 119 | Muzical cu pirați!                           | The Treasure of the Broken Key: A Musical Adventure |  |  |
|                    |                          |     |                                              |                                                     |  |  |
| 08.07.2022         | 19.10.2022               | 120 | Salvamar Blaze!                              | Lifeguard Blaze                                     |  |  |
|                    |                          |     |                                              |                                                     |  |  |
| 12.09.2022         | 20.10.2022               | 121 | Povești în jurul focului de tabără           | Campfire Stories!                                   |  |  |
|                    |                          |     |                                              |                                                     |  |  |
| 13.09.2022         | 21.10.2022               | 122 | Super-roți                                   | Super Wheels                                        |  |  |
|                    |                          |     |                                              |                                                     |  |  |
| SEZONUL 7          |                          |     |                                              |                                                     |  |  |
|                    |                          |     |                                              |                                                     |  |  |
| 14.09.2022         | 20.05.2023               | 123 | Marea intervenție salvatoare a lui Sparkle   | Sparkle's Big Rescue                                |  |  |
|                    |                          |     |                                              |                                                     |  |  |
| 15.09.2022         | 22.05.2023               | 124 | Blaze, camion poștal                         | Mail Truck Blaze                                    |  |  |
|                    |                          |     |                                              |                                                     |  |  |
| 16.09.2022         | 20.06.2022               | 125 | Marea cursă pentru pizza                     | The Great Pizza Race                                |  |  |
|                    |                          |     |                                              |                                                     |  |  |
| 17.10.2022         | 24.10.2022               | 126 | Marea cursă de Halloween                     | Monster Machine Halloween                           |  |  |
|                    |                          |     |                                              |                                                     |  |  |
| 11.11.2022         | 24.05.2023               | 127 | Cavaleri cu armură sclipitoare               | Knights in Sparkling Armor                          |  |  |
|                    |                          |     |                                              |                                                     |  |  |
| 28.11.2022         | 23.12.2022               | 128 | Special de Crăciun                           | A Blazing Amazing Christmas                         |  |  |
|                    |                          |     |                                              |                                                     |  |  |
| 09.12.2022         | 04.12.2022               | 129 | Big Rig: transportul delfinului              | Big Rig: Dolphin Delivery                           |  |  |
|                    |                          |     |                                              |                                                     |  |  |
| 16.12.2022         | 26.05.2023               | 130 | Jocurile Fulg-de-zăpadă                      | The Snowflake Games                                 |  |  |
|                    |                          |     |                                              |                                                     |  |  |
| 03.03.2023         | 25.05.2023               | 131 | Putere de paramedic                          | Paramedic Power                                     |  |  |
|                    |                          |     |                                              |                                                     |  |  |
| 10.03.2023         | 20.09.2023               | 132 | Cursa energiei regenerabile                  | Renewable Energy Racers                             |  |  |
|                    |                          |     |                                              |                                                     |  |  |
| 17.03.2023         | 19.09.2023               | 133 | Misiune pe Marte                             | Mission to Mars                                     |  |  |
|                    |                          |     |                                              |                                                     |  |  |
| 24.03.2023         | 18.09.2023               | 134 | Întrecerea de zbor                           | The Flying Contest                                  |  |  |
|                    |                          |     |                                              |                                                     |  |  |
| 31.03.2023         | 23.05.2023               | 135 | Super skateboardul                           | The Super Skateboard                                |  |  |
|                    |                          |     |                                              |                                                     |  |  |
| 07.04.2023         | 21.09.2023               | 136 | Roboțelul din spațiu                         | The Baby Robot from Outer Space                     |  |  |
|                    |                          |     |                                              |                                                     |  |  |
| 14.04.2023         | 22.09.2023               | 137 | Rățușca spurcată                             | The Yucky Ducky                                     |  |  |
|                    |                          |     |                                              |                                                     |  |  |
| 21.04.2023         | 23.09.2023               | 138 | Piratul de perne                             | The Pillow Pirate                                   |  |  |
|                    |                          |     |                                              |                                                     |  |  |
| 11.09.2023         | 20.03.2024               | 139 | '                                            | Super Wheels vs. The Bubblemaker                    |  |  |
|                    |                          |     |                                              |                                                     |  |  |
| 18.09.2023         | 21.03.2024               | 140 | '                                            | Super Wheels vs. The Green Queen                    |  |  |
|                    |                          |     |                                              |                                                     |  |  |
| 25.09.2023         | 22.03.2024               | 141 | '                                            | Super Wheels vs. Pancakeio                          |  |  |
|                    |                          |     |                                              |                                                     |  |  |
| 29.01.2024         | 24.09.2023               | 142 | Aventură arcade                              | Arcade Adventure                                    |  |  |
|                    |                          |     |                                              |                                                     |  |  |
| 30.01.2024         | 18.03.2024               | 143 | '                                            | Pickleworld!                                        |  |  |
|                    |                          |     |                                              |                                                     |  |  |
| 31.01.2024         | 18.03.2024               | 144 | '                                            | Super Slide Trophy                                  |  |  |
|                    |                          |     |                                              |                                                     |  |  |
| 01.02.2024         | 19.03.2024               | 145 | '                                            | Wild West Heroes                                    |  |  |
|                    |                          |     |                                              |                                                     |  |  |
| 05.02.2024         | 06.08.2024               | 146 | '                                            | Flying Robot Rescue                                 |  |  |
|                    |                          |     |                                              |                                                     |  |  |
| 06.02.2024         | 07.08.2024               | 147 | '                                            | The Ice Treasure                                    |  |  |
|                    |                          |     |                                              |                                                     |  |  |
| 07.02.2024         | 08.08.2024               | 148 | '                                            | Magic Spell Mayhem                                  |  |  |
|                    |                          |     |                                              |                                                     |  |  |
| 08.02.2024         | 05.08.2024               | 149 | '                                            | Valentine's Day Rescue                              |  |  |
|                    |                          |     |                                              |                                                     |  |  |
| 01.04.2024         | 09.08.2024               | 150 | '                                            | The Robot Championship                              |  |  |
|                    |                          |     |                                              |                                                     |  |  |
| 02.04.2024         | 10.08.2024               | 151 | '                                            | Super Smash Race                                    |  |  |
|                    |                          |     |                                              |                                                     |  |  |
| 03.04.2024         | 11.08.2024               | 152 | '                                            | School Bus Blaze!                                   |  |  |
|                    |                          |     |                                              |                                                     |  |  |
| SEZONUL 8          |                          |     |                                              |                                                     |  |  |
|                    |                          |     |                                              |                                                     |  |  |
| 04.04.2024         |                          | 153 | '                                            | The Pirate Grand Prix                               |  |  |
|                    |                          |     |                                              |                                                     |  |  |
| 24.06.2024         |                          | 154 | '                                            | Video Game Land: A Monster Machine Super Special    |  |  |
| 24.06.2024         |                          |     |                                              |                                                     |  |  |
| 24.06.2024         | 155                      |     | '                                            | Video Game Land: A Monster Machine Super Special    |  |  |
|                    |                          |     |                                              |                                                     |  |  |
| 25.06.2024         |                          | 156 | '                                            | The Garbage Truck Challenge                         |  |  |
|                    |                          |     |                                              |                                                     |  |  |
| 26.04.2024         |                          | 157 | '                                            | Monster Machine Rescue Team                         |  |  |